# Bakelsekriget
Bakelsekriget (spanska: Guerra de los pasteles, franska: Guerre des Pâtisseries), även kallat Första franska interventionen i Mexico eller Första fransk-mexikanska kriget, var ett krig som utkämpades mellan november 1838 och mars 1839.

## Bakgrund
Mexiko hade inte återbetalat ett lån på 1 miljon dollar som tagits i franska banker. Den franska regeringen var fast besluten att med militära medel beskydda sin ekonomiska ställning i Latinamerika och tog tillfället i akt när en fransk sockerbagare, som hade plundrats under en av de många inbördes striderna i Mexico City krävde 600 000 pesos i skadestånd (vilket motsvarade tvåtusen årslöner för en mexikansk arbetare). Då Mexiko vägrade att gå med på denna summa förstörde en fransk eskader genom ett överraskande anfall den mexikanska flottan i Veracruz. Mexiko förklarade då krig mot Frankrike.

## Kriget
Fransmännen besatte staden och fästningen, medan mexikanska styrkor utan framgång opererade mot ockupationsmakten. Det var under en av dessa operationer som Santa Anna förlorade ett ben. Den amerikanska flottan hjälpte, i strid med Monroedoktrinen, liksom trupper från Republiken Texas, fransmännen att upprätthålla en handelsblockad mot Mexiko. Genom Storbritanniens medling kunde en snar fred slutas, i vilken Mexiko gick med på att betala det begärda skadeståndet till den franske sockerbagaren.